# دونبار بوستويك
دونبار بوستويك (بالإنجليزية: Dunbar Bostwick)‏ هو لاعب هوكي جليد أمريكي، ولد في 10 يناير 1908 في مانهاتن في الولايات المتحدة، وتوفي في 25 يناير 2006 في شلبورن في الولايات المتحدة.